# Алтаузен, Джек Моисеевич
Джек Алтаузен (первоначальное имя — Яков Моисеевич Алтаузен; 1 [14] декабря 1907, Ленские золотые прииски, Иркутская губерния, Российская империя — 27 мая 1942 или 25 мая 1942, Надеждовка, Лозовский район, Харьковская область, Украинская ССР, СССР) — советский писатель, поэт и журналист, военный корреспондент.

## Биография
Родился 1 (14) декабря 1907 года на Федосьевском, одном из Ленских приисков (ныне посёлок Артёмовский, Бодайбинский район, Иркутская область), в еврейской семье конюха и старателя Моисея Ицковича (Исаевича) Алтаузена, ссыльнопоселенца из Витебской губернии.
В одиннадцать лет по стечению обстоятельств попал в Китай. Жил в Харбине, Шанхае, работал мальчиком в гостиницах, продавал газеты, служил в качестве боя (мальчика-слуги) на пароходе, курсировавшем между Шанхаем и Гонконгом. Вместо прежнего имени Алтаузену было присвоено и записано в документ имя Джек. Из Харбина добрался до Читы, где встретился с И. П. Уткиным, который помог ему добраться до Иркутска и принял участие в дальнейшей судьбе будущего поэта. В Иркутске Алтаузен некоторое время работал на кожевенном заводе, на лесосплаве и одновременно восполнял пробелы в учении.
В конце 1922 года Алтаузен вступил в комсомол. В 1923 году при иркутском литературно-художественном, научно-популярном и общественно-политическом журнале «Красные Зори» было создано Иркутское литературно-художественное объединение (ИЛХО), в которое вошли И. П. Уткин, В. П. Друзин, Джек Алтаузен, И. И. Молчанов. В том же году по комсомольской путёвке Джек отправился на учёбу в Москву, занимался в Литературно-художественном институте, где на него обратил внимание Валерий Брюсов. После закрытия института доучивался на факультете общественных наук МГУ.
В конце 1920-х годов Алтаузен работал в редакции газеты «Комсомольская правда» в должности секретаря литературного отдела, которым тогда заведовал И. П. Уткин. В ряду активных сотрудников газеты в то время был Владимир Маяковский, с которым, по поручению редакции, Алтаузен поддерживал постоянную связь; в редакции бывал и Эдуард Багрицкий.
В 1928 году написал «Балладу о четырёх братьях», посвящённую Иосифу Уткину. Действие в балладе происходит в конце Гражданской войны, это своего рода монолог одного из четырёх братьев, будённовца, — единственного, кто остался в живых и вернулся домой. Он, как бы обращаясь к матери и сестре, лаконично, но и эмоционально, ярко рассказывает о судьбах своих братьев. Один из них был астрономом и оставался далёк от бурных земных событий, но умер, не завершив научных трудов, и жизнь его оказалась бесплодной с точки зрения остальных братьев. Другой брат, бывший особенно дорогим сердцу рассказчика, подался к белым, и рассказчик был причастен к его гибели. Третий брат, мирный рыбак, воевал ради того, чтобы на их земле установился мир и покой, и отдал за это жизнь.
Первым крупным произведением Д. Алтаузена стала поэма-монолог «Безусый энтузиаст» (1929). В ней поэту удалось выразить настроения значительной части молодежи 1920-х годов — сочетание, с одной стороны, досады на то, что «опоздал родиться» и не участвовал в боях за революцию, а с другой — стремления быть достойным подвига участников революционных событий. Поэма получила бурный читательский отклик: о ней много писали в газетах и журналах, её обсуждали на комсомольских собраниях. Образ лирического героя этой поэмы — молодого современника, комсомольца, строителя пятилетки, энтузиаста — в дальнейшем занял центральное место в творчестве Д. Алтаузена. Обращаясь к теме революции как поэт-романтик, он рисует образы Революции и Гражданской войны как неповторимой и недосягаемой в своём величии эпохи, и этим продиктована условность времени и места действия, некоторая отвлечённость образов и т. д. Материал для второй своей поэмы, «Первое поколение» (1933), Алтаузен собирал на станкостроительном заводе «Красный пролетарий», проработав там несколько месяцев токарем.
Член Союза писателей СССР с 1934 года. Член ВКП(б) с 1939 года. В начале советско-финской войны Джек Алтаузен одним из первых подал заявление в НКО СССР, писал, что готов немедленно выехать для работы в печати действующей армии или в войсках как политрук. Разрешение он получил лишь в марте 1940 года и прибыл на Карельский перешеек, когда война уже заканчивалась.
С началом Великой Отечественной войны стал военным корреспондентом газеты «Боевая красноармейская» 12-й армии Юго-Западного фронта, затем работал в газете «Звезда Советов» 6-й армии. К 24-й годовщине Октябрьской революции он — первым из поэтов Великой Отечественной — был награждён орденом Красного Знамени. Военный совет армии специально заседал с необычной повесткой — заслушивались стихи и обсуждалась работа армейского поэта.
Погиб 27 мая 1942 года под Харьковом, участвуя в неудавшемся наступлении в районе Изюм—Барвенково—Лозовая. Тогда же погиб и приехавший с ним на фронт М. К. Розенфельд.
Почти 61 год после гибели Алтаузена сведения о месте его захоронения хранились в так называемом паспорте братской могилы в районном военкомате в числе 16 из 23 известных имён воинов, погибших или умерших от ран в 1942 году или в августе—сентябре 1943 года и похороненных в братской могиле села Надеждовка Лозовского района Харьковской области.
Исключён из списков РККА 29 декабря 1945 года.
Отрывок из поэмы Джека Алтаузена «Повесть о капитане и китайчонке Лане» (1928) стал популярной песней, известной под названием «Большая страна Китай», которую среди прочих исполнял Аркадий Северный. Из других песен на стихи Д. М. Алтаузена известны «Бушует полярное море» («Полярный вальс», музыка Е. Э. Жарковского), «Во степи, степи просторной» (музыка З. Л. Компанейца), «Нашим братьям» (музыка Ференца Сабо), «Олеся» (музыка Е. Э. Жарковского), «Шумел Байкал» (музыка З. Л. Компанейца).

## Семья
Жена — Клавдия Ильинична Алтаузен, учительница из Москвы (умерла в преклонном возрасте). Детей у них не осталось.

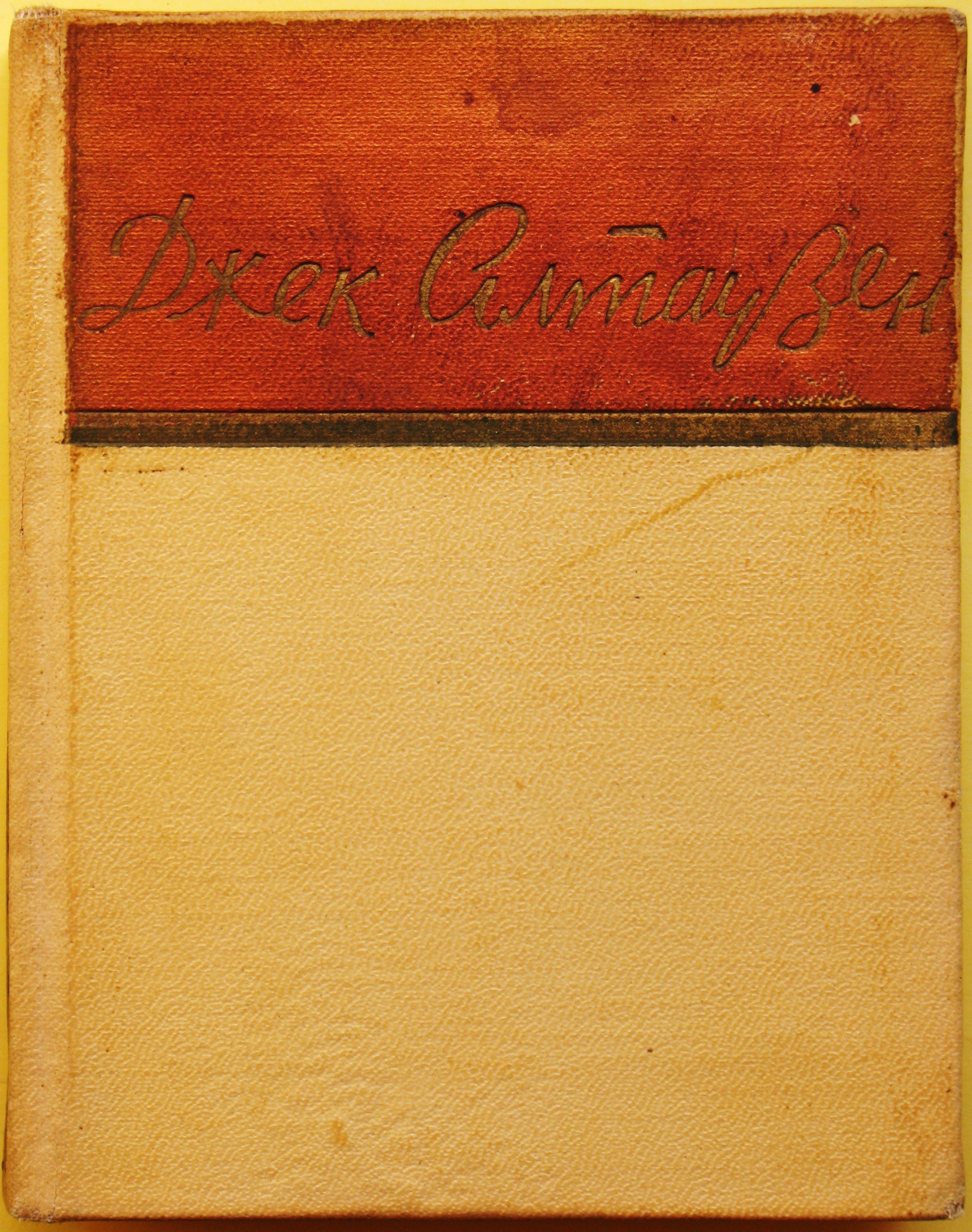

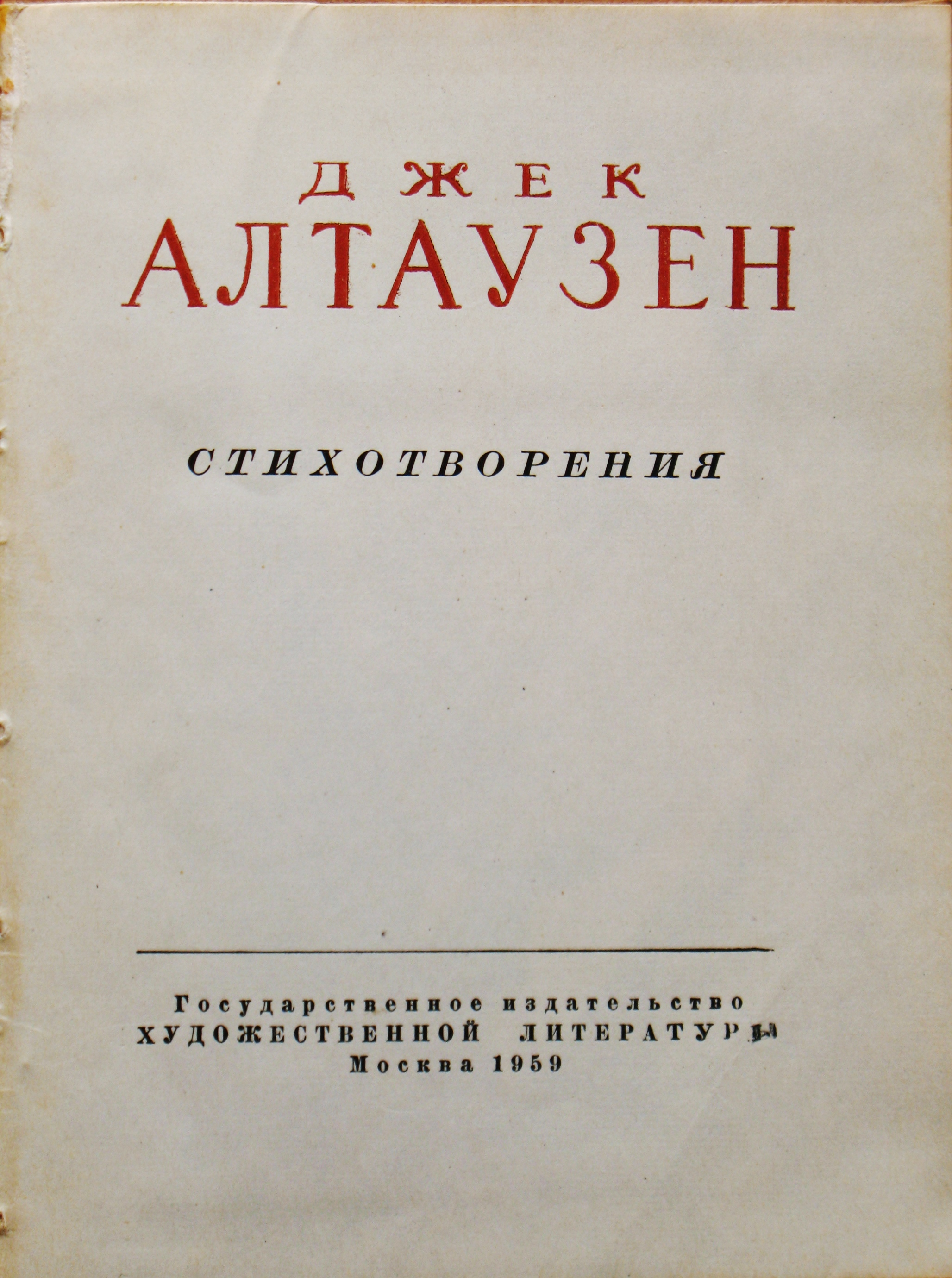
В «Библиотеке советской поэзии», 1958

## Память
- В честь Джека Алтаузена некоторое время называлась нынешняя улица 6-я Советская в Иркутске[18]. Сейчас его имя носит улица в селе Николаевка Харьковской области, неподалёку от места его гибели.
- Имя поэта высечено на мемориальной доске в Центральном доме литераторов в Москве (ЦДЛ):

МОСКОВСКИЕ ПИСАТЕЛИ, ПОГИБШИЕ НА ФРОНТАХ Великой Отечественной войны 1941—1945 г.г., среди них: В. И. Аврущенко, Д. М. Алтаузен, В. Э. Багрицкий, М. Ф. Винер, М. Я. Тригер и другие

Книгу Джека Алтаузена взял с собой в полёт Дмитрий Пузырёв — главный герой комедии Л. И. Гайдая «Частный детектив, или Операция „Кооперация“».

## Сочинения
- Повесть об отпускнике Артёме, кулаке Бурьянове и Вихревском кооперативе (в соавторстве с А. М. Ясным и Б. К. Ковыневым). — М.: Новая Москва, 1925.
- Отпускник Артём (повесть в стихах, в соавторстве с Александром Ясным и Борисом Ковыневым). — M.: Государственное военное издательство, 1925.
- Ленинский наказ: Повесть в стихах (с А. Ясным и Б. Ковыневым). — М.—Л.: Московский рабочий, 1925.
- Отпускник красноармеец Артём (с А. Ясным и Б. Ковыневым). — М..: Изд-во Центросоюза, 1926.
- Повесть о капитане и китайчонке Лане (с Б. Ковыневым). — М.: Изд-во ЦК МОПР, 1926.
- Олеська: рассказ в стихах. — М.: Госиздат, 1928.
- Повесть о негритёнке (с Б. Ковыневым). Рис. В. Бехтеева. — М.—Л.: Госиздат, 1928.
- Безусый энтузиаст (лирическая поэма). — М.: Московский рабочий, 1929 (2-е изд. — там же, 1930, 3-е изд. — М.—Л.: ГИХЛ, 1931, 4-е изд. — М.: Молодая гвардия, 1933).
- Ровесникам (стихи). Библиотечка «Смены». — М.: Молодая гвардия, 1930.
- Стихотворения. — М.: Акционерное издательство «Огонёк», 1930.
- Первое поколение (лирическая поэма). Библиотека журнала «Огонёк». — М.: Журнально-газетное объединение, 1932; полное издание — М.: Молодая гвардия, 1933 (с рисунками Александра Дейнеки).
- Комсомольские поэмы. Рис. Т. Мавриной. — М.: МТП, 1934.
- Ода молодости. — М.: Молодая гвардия, 1935.
- Стихи для декламации. — М.: Цедрам (Центральное управление по распространению драматургической продукции[20]), 1936.
- Избранные стихи. — М.: ГИХЛ, 1936.
- Политбоец Порфирий Бабий. — Изд-во газеты «Боевая красноармейская», 1941.
- Избранное (1928—1942 гг.). — М.: Художественная литература, 1957.
- Стихотворения. — М.: Художественная литература, 1959. — 208 с., 25 000 экз.
- Стихи. — М.: Художественная литература, 1971.
- Судьбу приемля (стихи, письма, воспоминания). — Иркутск: Восточно-сибирское книжное издательство, 1990.